# Bayerische Staatsoper

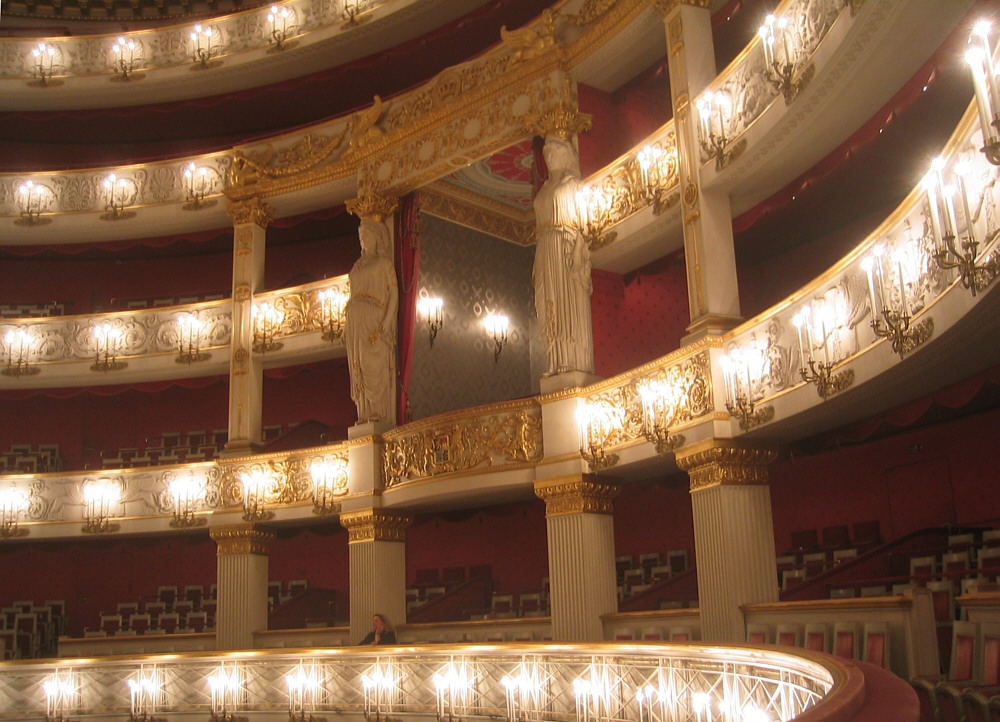
München Nationaltheater

De Bayerische Staatsoper is een operagezelschap dat zijn basis heeft in München, Duitsland en bestaat sinds 1653. Het orkest van het gezelschap is het Bayerisches Staatsorchester. Hoewel de uitvoeringen plaatsvinden in het Prinzregententheater uit 1901, is het Nationaltheater op Max-Joseph-Platz de thuisbasis van het gezelschap. 
Vanaf 1998 tot 2006 was Zubin Mehta de muzikaal directeur van de Bayerische Staatsoper, en eerste dirigent van het Bayerisches Staatsorchester. Hij werd opgevolgd door de huidige directeur, Kent Nagano.

## Algemeen directeuren van de Opera
| - 1867-1893 Karl von Perfall - 1895-1905 Ernst von Possart - 1912-1918 Clemens von Franckenstein - 1924-1934 Clemens von Franckenstein - 1937-1940 Clemens Krauss - 1947-1952 Georg Hartmann | - 1952-1967 Rudolf Hartmann - 1967-1976 Günther Rennert - 1977-1982 August Everding - 1983-1993 Wolfgang Sawallisch - 1993-2006 Peter Jonas - 2006-nu Kent Nagano (Interim) |

## Muzikaal directeuren
| - 1836-1867 Franz Lachner - 1867-1869 Hans von Bülow - 1870-1877 Franz Wüllner - 1872-1896 Hermann Levi - 1894-1896 Richard Strauss - 1901-1903 Hermann Zumpe - 1904-1911 Felix Mottl - 1913-1922 Bruno Walter - 1922-1935 Hans Knappertsbusch - 1937-1944 Clemens Krauss | - 1945 Hans Knappertsbusch - 1946-1952 Georg Solti - 1952-1954 Rudolf Kempe - 1956-1958 Ferenc Fricsay - 1959-1968 Joseph Keilberth - 1971-1992 Wolfgang Sawallisch - 1992-1998 Peter Schneider, interim - 1998-2006 Zubin Mehta - 2006-heden Kent Nagano |